# Кристофър Ходап
Кристофър Ходап (на английски: Christopher L. Hodapp е американски писател и кинодеец.

## Биография и творчество
Роден е в Кливлънд, Охайо през 1958 г. Известен е с книгите си за масонството, тамплиерите, тайните общества и конспиративните теории. Главен редактор е на Journal of The Masonic Society.
|  | Тази страница частично или изцяло представлява превод на страницата Christopher_L._Hodapp в Уикипедия на английски. Оригиналният текст, както и този превод, са защитени от Лиценза „Криейтив Комънс – Признание – Споделяне на споделеното“, а за съдържание, създадено преди юни 2009 година – от Лиценза за свободна документация на ГНУ. Прегледайте историята на редакциите на оригиналната страница, както и на преводната страница, за да видите списъка на съавторите. ВАЖНО: Този шаблон се отнася единствено до авторските права върху съдържанието на статията. Добавянето му не отменя изискването да се посочват конкретни източници на твърденията, които да бъдат благонадеждни. |